# RTL5

RTL5는 네덜란드의 방송국 RTL 네덜란드 산하의 제2채널로 1993년에 개국하였다. 주로 미국 드라마 및 예능을 중심으로 방송한다.
첫방송은 1993년 10월 2일에 Astra 1C 위성에서 RTL V란 이름으로 방송을 시작하였다. 1994년에는 방송명의 로마 숫자 V에서 5로 변경하여 현재의 RTL5란 이름이 되었다. 1997년과 1998년 사이엔 "RTL5 Nieuws & Weer(뉴스&날씨)"란 이름과 함께 뉴스 채널로 운영하였다. 2001년에 경제 채널인 RTL Z가 RTL5의 낮 시간대를 빌려 방송하였다가 2005년 8월 12일 이날 개국한 RTL7로 옮겼다. 2005년부터 24시간 종일 방송을 실시하였다.
공식적으로 RTL5를 비롯한 RTL 네덜란드의 채널들의 본사는 룩셈부르크의 RTL 그룹이며 룩셈부르크의 방송 면허를 받고 있다.

## 자매 채널
RTL4, RTL7, RTL8, RTL Lounge, RTL Crime, RTL Telekids, RTL24, RTL Z